# 尾尖风毛菊
尾尖风毛菊（学名：Saussurea saligna）为菊科风毛菊属的植物，是中国的特有植物。分布在中国大陆的四川、陕西等地，生长于海拔1,200米至2,500米的地区，一般生长在山坡和山坡林下，目前尚未由人工引种栽培。